# Бродовой, Владимир Васильевич
Влади́мир Васи́льевич Бродовой (род. 13 ноября 1928, Новоукраинка, Украинская ССР, СССР) — советский и  российский геофизик, доктор геолого-минералогических наук, профессор, лауреат Государственной премии СССР (1970). Заслуженный деятель науки Российской Федерации (16.11.1998). Отличник разведки недр; награждён знаком «За отличные успехи в области высшего образования СССР». Член-корреспондент РАЕН (1996). Член ЕАГО.

### Биография
Родился 13 ноября 1928 года в городе Новоукраинка Кировоградской области. Окончил геологический факультет Киевского государственного университета (1950). В 1950—1966 гг. работал в Казахском геофизическом тресте, с 1959 г. главный инженер. В 1966—1975 гг. начальник отдела рудной геофизики Министерства геологии СССР. С 1975 г. доцент, с 1980 г. профессор кафедры электрических и гравимагнитных методов МГРИ (Московской геологоразведочной академии). Лауреат Государственной премии СССР (1970) — за открытие и разведку в Южно-Кемпирсайском горнорудном районе новых крупных месторождений хромитов и создание уникальной сырьевой базы хромитовых руд в СССР.

### Труды
- Геофизические исследования в рудных провинциях / В. В. Бродовой. — Москва : Недра, 1984. — 269 с. : ил.; 22 см.
- Комплексирование геофизических методов : [Учеб. для геофиз. спец.] / В. В. Бродовой. — Москва : Недра, 1991. — 329,[1] с. : ил.; 22 см. — (Высшее образование).; ISBN 5-247-01498-7
- Основы высокочастотной магниторазведки [Текст] : [учебное пособие] / В. В. Бродовой, Г. Г. Викторов ; Московский геол.-развед. ин-т им. Серго Орджоникидзе. — Москва : МГРИ, 1985. — 100, [1] с. : ил.; 20 см.
- Высокоточная магниторазведка / П. С. Ревякин, В. В. Бродовой, Э. А. Ревякина. — Москва : Недра, 1986. — 270, [2] с. : ил.; 22 см.
- Геофизические методы разведки рудных месторождений [Текст] / [В. В. Бродовой, В. Д. Борцов, Л. Е. Подгорная и др.]; под ред. В. В. Бродового. — Москва : Недра, 1990. — 295, [1] с. : ил.; 22 см; ISBN 5-247-00554-6.
- Комплексирование методов разведочной геофизики : Справ. геофизика / [А. Г. Тархов, В. В. Бродовой, А. А. Никитин и др.]; Под ред. В. В. Бродового, А. А. Никитина. — Москва : Недра, 1984. — 385 с. : ил.; 24 см.
- Диссертации:
  - Геофизические методы на этапе комплексного геологического изучения полузакрытых рудоперспективных районов Казахстана (масштаб 1 : 50000 — 1 : 25000) : диссертация … кандидата геолого-минералогических наук : 04.00.00. — Москва, 1969. — 326 с. : ил.[1]
  - Методология и система комплексных геофизических исследований в рудных провинциях : диссертация … доктора геолого-минералогических наук : 04.00.12. — Москва, 1981. — 531 с. : ил.[2]